# بهاباد
بهاباد (بالفارسية: بهاباد) هي منطقة سكنية تقع في إيران في يزد. يقدر عدد سكانها بـ 7,199 نسمة .

## أعلام
- عبد الله اليزدي